# Теорема Фалеса об угле, опирающемся на диаметр окружности

— прямой

Теорема об угле, опирающемся на диаметр окружности — классическая теорема планиметрии, частный случай теоремы о вписанном угле.

## Формулировка
Плоский угол, опирающийся на диаметр окружности, — прямой.

## Использование

Построение касательных с помощью угла, опирающегося на диаметр окружности

Используя свойство угла, опирающегося на диаметр, можно построить касательную к окружности. Пусть дана окружность {\displaystyle k} и точка {\displaystyle P} вне этой окружности. Построим касательные из точки {\displaystyle P} к окружности {\displaystyle k}. Соединим центр {\displaystyle O} окружности {\displaystyle k} с точкой {\displaystyle P} и на отрезке {\displaystyle OP}, как на диаметре, построим окружность. Две окружности пересекаются по двум точкам — обозначим их {\displaystyle T} и {\displaystyle T'}. {\displaystyle \angle OTP} будет прямой, так как вписанный и опирается на диаметр. {\displaystyle OT} — радиус окружности {\displaystyle k}, перпендикулярный прямой {\displaystyle PT}, пересекающей окружность {\displaystyle k} в точке {\displaystyle T}; следовательно, {\displaystyle PT} — касательная. Аналогичные рассуждения можно провести о точке {\displaystyle T'}.

## Частный случай
- Окружность Фурмана — окружность для данного треугольника с диаметром, равным отрезку прямой, который расположен между ортоцентром и точкой Нагеля.

## В литературе
| | o se del mezzo cerchio far si puote triangol sì ch'un retto non avesse. |  | Или можно ли в полукруге построить треугольник, который не имел бы прямого угла. |  |
| «Божественная комедия» Данте Алигьери, «Рай», Песнь XIII, строки 101—102. Перевод Владимира Викторовича Чуйко. |                                                                         |  |                                                                                  |  |